# Paralastor frater
Paralastor frater är en stekelart som beskrevs av Perkins 1914. Paralastor frater ingår i släktet Paralastor och familjen Eumenidae. Inga underarter finns listade i Catalogue of Life.